# Haut Conseil de la famille, de l'enfance et de l'âge
Le Haut Conseil de la famille, de l'enfance et de l'âge (HCFEA) est une commission consultative française ayant pour missions d’animer le débat public et d’apporter aux pouvoirs publics une expertise prospective et transversale sur les questions liées à la famille et à l’enfance, à l’avancée en âge, à l’adaptation de la société au vieillissement et à la bientraitance, dans une approche intergénérationnelle. 
Placé sous l'autorité du Premier ministre, il est membre du réseau coordonné par France Stratégie.

## Historique
À la Libération en 1945, le Comité interministériel et le Haut Comité consultatif de la population et de la famille sont créés, à la suite des institutions similaires créées dès 1939 par un décret du 12 avril 1945 contresigné par les ministres de la Santé publique, de l’Economie nationale, des Finances, du Travail et de la Sécurité sociale, et de l’Agriculture. Les membres du Haut Comité sont nommés par un arrêté du 18 avril 1945 et Georges Mauco en est le secrétaire général.
À l'aube des années 1970 le Haut Comité de la population et la Commission à la famille sont séparés, avant d'être de nouveau réunis en octobre 1985 comme Haut Conseil de la population et de la famille (HCPF).
Le Haut Conseil, outre les questions nationales, entretient alors des liens et participe à des travaux au niveau international (Fonds des Nations unies pour la population (FNUAP), Conseil de l'Europe, etc.).
En juin 2009, le Haut Conseil qui était placé sous la présidence du président de la République est remplacé par le Haut Conseil de la famille, placé sous la présidence du Premier ministre. Bertrand Fragonard préside ce Haut Conseil de 2009 à 2016.
Le 13 décembre 2016, le Haut Conseil de la famille devient le Haut Conseil de la famille, de l'enfance et de l'âge (HCFEA), sur la base des dispositions de la loi adoptée en 2015 et du décret adopté en 2016 fixant sa composition et son fonctionnement. La présidence du HCFEA est assurée de façon tournante par l'un des trois vice-présidents (Famille, Enfance, Âge), chaque année au mois de décembre.

## Composition
Le Haut Conseil de la famille, de l'enfance et de l'âge compte 242 membres.

### Présidences 2016-2022
- Bertrand Fragonard - Président du Conseil de l'âge
- Sylviane Giampino - Présidente du Conseil de l'enfance et de l'adolescence
- Michel Villac - Président du Conseil de la famille

### Présidences 2023-2026
- Jean-Philippe Vinquant - Président du Conseil de l'âge
- Sylviane Giampino - Présidente du Conseil de l'enfance et de l'adolescence
- Hélène Périvier - Présidente du Conseil de la famille

### Présidence tournante du HCFEA
- Bertrand Fragonard (décembre 2016 - décembre 2017) - Président du Conseil de l'âge
- Sylviane Giampino (décembre 2017 - décembre 2018) - Présidente du Conseil de l'enfance et de l'adolescence
- Michel Villac (décembre 2018 - décembre 2019) - Président du Conseil de la famille
- Bertrand Fragonard (décembre 2019 - décembre 2020) - Président du Conseil de l'âge
- Sylviane Giampino (décembre 2020 - décembre 2021) - Présidente du Conseil de l'enfance et de l'adolescence
- Michel Villac (décembre 2021 - décembre 2022) - Président du Conseil de la famille
- Jean-Philippe Vinquant (janvier 2023 - décembre 2023)

## Travaux du HCFEA
Dans les dernières années, le HCFEA a adopté plusieurs rapports, notes et avis, notamment :
- Rapport du Conseil de la famille du HCFEA, « Le pouvoir d’achat des familles face au choc d’inflation", décembre 2023[9]
- Rapport du Conseil de l’enfance et de l’adolescence « Qualité, flexibilité, égalité : un service public de la petite enfance favorable au développement de tous les enfants avant 3 ans », avril 2023
- Rapport du Conseil de l’enfance et de l’adolescence « Quand les enfants vont mal : comment les aider ? », mars 2023
- Rapport du Conseil de la famille « Accueil des enfants de moins de 3 ans : relancer la dynamique », mars 2023
- Rapport du Conseil de la famille « Vers un service public de la petite enfance », mars 2023
- Note du Conseil de l’âge « Revenus, dépenses contraintes et patrimoine des seniors, une utilisation pour penser l’accessibilité financière aux Ehpad, résidences autonomie (RA) et résidences services seniors (RSS) », novembre 2022
- Rapport du Conseil de l’enfance et de l’adolescence « Droits de l’enfant : quel chemin parcouru et comment avancer ? Les travaux du Conseil de l’enfance et de l’adolescence, 2016-2022 » – novembre 2022
- Note du Conseil de l’âge « Revenus, dépenses contraintes et patrimoine des seniors – État des lieux », avril 2022
- Note d’information sur le livre blanc de France Assureurs, en partenariat avec la Fédération nationale de la Mutualité Française : « Construire une nouvelle solution solidaire et transparente face à la dépendance liée à l’âge », avril 2022
- Rapport transversal du HCFEA, la situation des familles, des enfants et des personnes âgées vulnérables dans les départements et régions d’outre-mer (Drom) : réalités sociales et politiques menées, 2021-2022
  - Rapport du Conseil de la famille, mars 2022
  - Rapport du Conseil de l’enfance et de l’adolescence « Santé et scolarisation des enfants avant 6 ans à Mayotte, en Guyane et à La Réunion », septembre 2021
  - Rapport du Conseil de l’âge « Les politiques de soutien à l’autonomie dans les DOM », 15 juin 2021
  - Rapport rédigé par C.-V. Marie et R. Antoine à la demande du HCFEA : « Diversité et précarité : le double défi des univers ultramarins »

- Note du Conseil de l’âge « Comparaison des coûts de prise en charge d’une personne en perte d’autonomie selon le lieu de vie (domicile ou Ehpad) », novembre 2021
- Rapport du Conseil de l’âge « Politique de l’autonomie, mobilités résidentielles et aménagements du territoire », juillet 2021
- Rapport du Conseil de la famille « Panorama des familles d’aujourd’hui » – adopté le 28 septembre 2021Rapport du Conseil de l’âge « Les politiques de soutien à l’autonomie dans les DOM », juin 2021

- Rapport du Conseil de l’enfance et de l’adolescence « La traversée adolescente des années collège » – adopté le 28 mai 2021
- Rapport du Conseil de la famille « Le CMG "assistantes maternelles" - Constats et pistes de réforme »,13 avril 2021
- Rapport du Conseil de la famille « L’évolution des dépenses sociales et fiscales consacrées aux enfants à charge au titre de la politique familiale – Bilan des réformes des vingt dernières années », mars 2021
- Rapport du Conseil de l’âge « L’obligation alimentaire, la récupération sur succession et leur mise en œuvre dans le cadre de l’aide sociale à l’hébergement », juillet 2020
- Conseil de l'enfance et de l'adolescence: « Les enfants, les écrans et le numérique », mars 2020
- Conseil de la famille : « Voies de réforme des congés parentaux dans une stratégie globale d’accueil de la petite enfance », février 2019
- Commission bientraitance HCFEA-CNCPH : « Note d’orientation pour une action globale d’appui à la bientraitance dans l’aide à l’autonomie », janvier 2019
- Conseil de l’âge : « Contribution du Conseil de l’âge à la concertation Grand Age et autonomie », décembre 2018
- Conseil de l’âge : « Le soutien à l’autonomie des personnes âgées à l’horizon 2030 », novembre 2018
- Conseil de l’enfance et de l’adolescence : « Accueillir et scolariser les enfants en situation de handicap, de la naissance à 6 ans et accompagner leur famille », juillet 2018
- Conseil de la famille : « Lutter contre la pauvreté des familles et des enfants », juin 2018[10]
- Haut Conseil de la famille : «Les ruptures familiales. Etat des lieux et propositions » avril 2014[11]
- Haut Conseil de la famille : «Familles et logement » mai 2012[12]

Le HCFEA organise également des colloques et séminaires, par exemple celui organisé en 2015 sur les ruptures familiales : « Les ruptures familiales : affaire publique, affaire privée ? », en septembre 2020,  « Le rôle de la technologie dans le soutien à l'autonomie. Quel possible, quelle éthique de la preuve », un séminaire de travail HCFEA-CNSA : « Retours d’expériences Covid dans le champ de l’âge », le 12 octobre 2021 ou encore, en 2020-2021, le séminaire Cnaf-France Stratégie-HCFEA « Premiers pas. Développement du jeune enfant et politique publique »,  et en 2023, le séminaire sur la santé mentale des enfants « Quand les enfants vont mal : comment les aider ».